# Transportujuća ATPaza nitrata
Transportujuća ATPaza nitrata (EC 3.6.3.26) je enzim sa sistematskim imenom ATP fosfohidrolaza (import nitrata). Ovaj enzim katalizuje sledeću hemijsku reakciju
ATP + 2O + nitratout {\displaystyle \rightleftharpoons } ADP + fosfat + nitratin
Ova ATPaza ABC-tipa je karakteristična po prisustvu dva slična ATP-vezujuća domena.

## Spoljašnje veze
- Nitrate-transporting+ATPase на 